# Berdeniella magniseta
Berdeniella magniseta är en tvåvingeart som först beskrevs av Sara 1953.  Berdeniella magniseta ingår i släktet Berdeniella och familjen fjärilsmyggor. Inga underarter finns listade i Catalogue of Life.